# Vagrinec
Vagrinec je obec na Slovensku v okrese Svidník, v Nízkých Beskydech.V obce je řeckokatolický kostel Ochrany Přesvaté Bohorodičky, jednolodní neoklasicistní stavba z roku 1858 s půlkruhovým ukončením presbytáře a věží tvořící součást její hmoty.

## Vývoj názvu obce
- 1548 - Wagrinecz
- 1567 - Vagrincz
- 1773 - Vagrinecz, maď. Vagrinec, Felsövargony,
- 1786 - Wagrinecz
- 1808 - Vagrinecz, Wagřínec, Wagrýnec
- 1863 – 1882, 1892–1902 - Vagrinec
- 1888 - Vagrinyec
- 1907 – 1913 - Felsővargony
- 1920 - Vagrinec

## Historie
Obec je poprvé je uvedena v roce 1548 v makovických archivních dokumentech. Byla součástí makovického panství. V 18. století majetky v obci vlastnila rodina Bánó.
- 1720 – byly zde 3 domácnosti,
- 1787 – bylo zde 16 domů a žilo zde 116 obyvatel,
- 1828 – bylo zde 25 domů a žilo zde 207 obyvatel.

V průběhu karpatsko-dukelské operace byla obec značně poškozena. Obyvatelé poškozená obydlí postupně obnovovali. Vznikem jednotného zemědělského družstva a násilnou kolektivizací se změnila struktura obyvatelstva. Část mužské populace, dříve rolníků, našlo práci v průmyslových podnicích ve Svidníku a ve velkých strojírenských podnicích v Košicích. Také mnoho žen z obce našlo zaměstnání v Oděvních závodech kpt. Jana Nálepku ve Svidníku.